# Torre di San Pancrazio

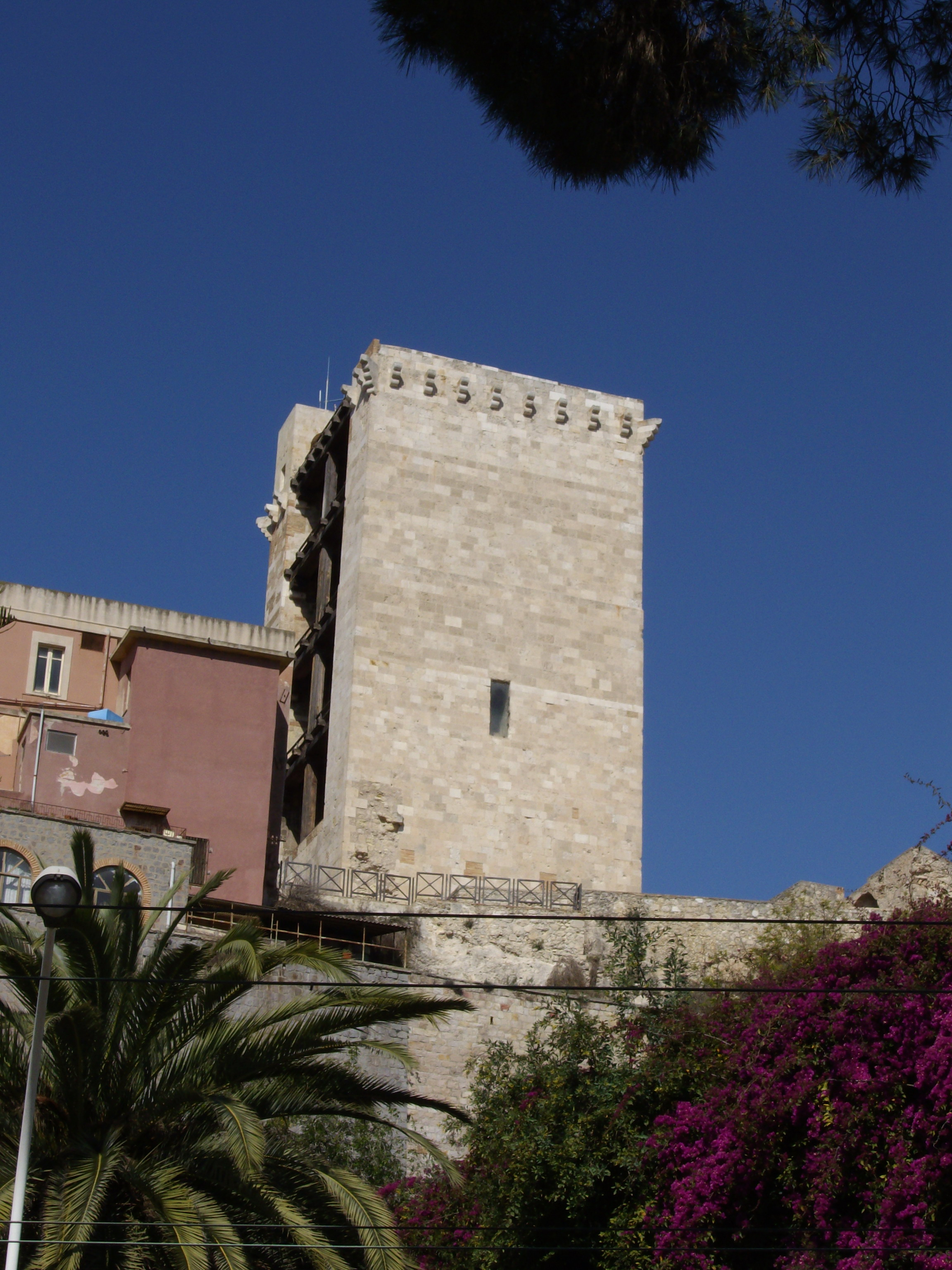
Torre di San Pancrazio.

A Torre di San Pancrazio é uma torre medieval em Cagliari, sul da Sardenha, Itália .  Localizada no bairro histórico de Castello na cidade.
A torre foi construída em 1305, durante a dominação da República de Pisa da cidade, pelo arquiteto sardenho Giovanni Capula, que projetou também a Torre dell'Elefante dois anos depois, bem como a Torre dell'Aquila, parcialmente destruída no século XVIII e agora incorporado no Palazzo Boyl.  A torre fazia parte das fortificações da cidade construídas contra a iminente invasão aragonesa da ilha.  A torre foi construída em calcário branco do vizinho Colle di Bonaria, com paredes de até 3 metros de espessura. Tem também um portão que, juntamente com o da Torre dell'Elefante, ainda é a entrada principal de Castello.
Durante o domínio aragonês, o edifício foi modificado e usado como prisão.  Foi restaurado em 1906, com a reabertura de algumas seções que foram cobertas por outros edifícios.